# Capocotta

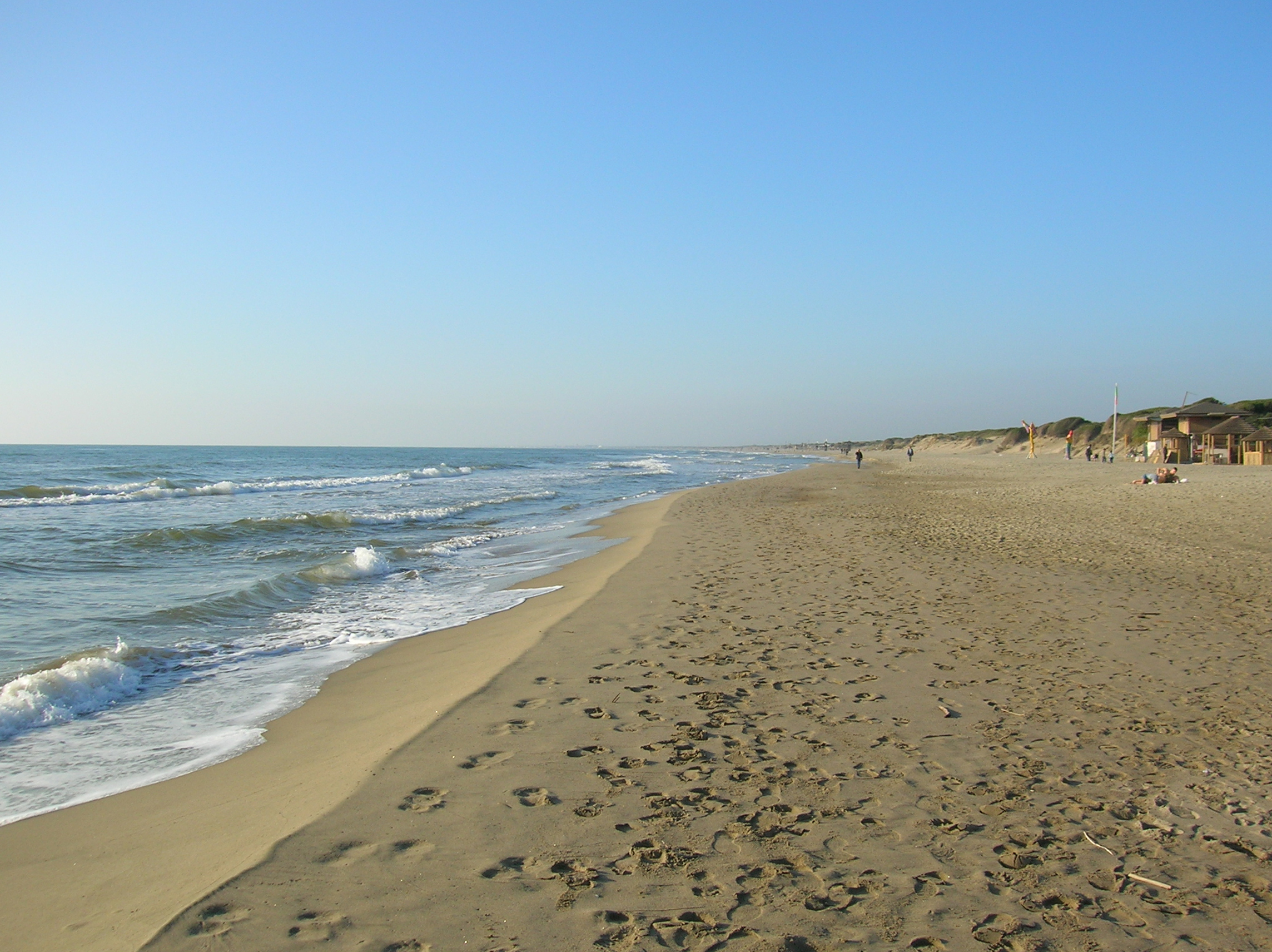
La plage en automne

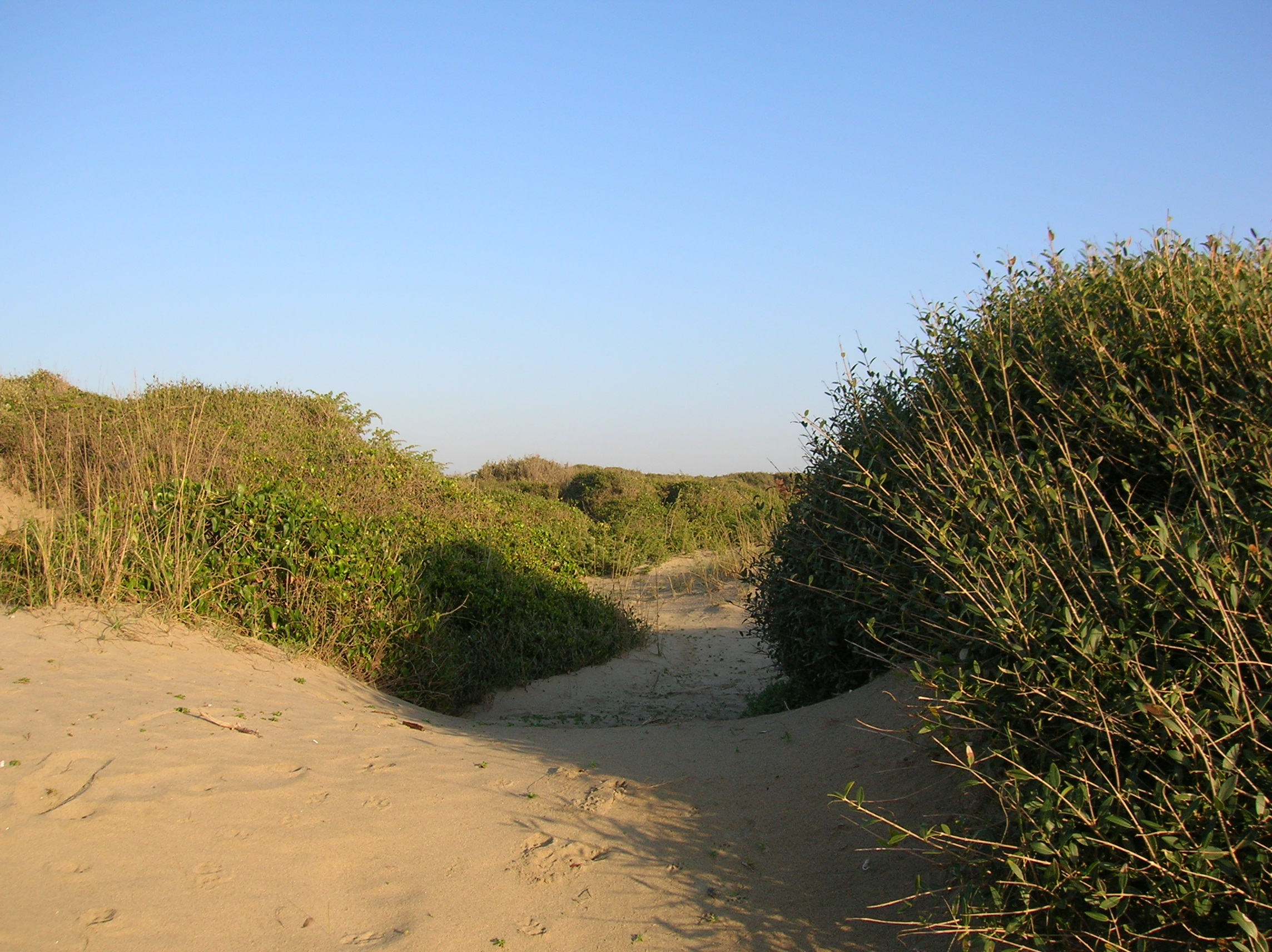
Les dunes côtières, parmi les mieux préservées d'Italie, sont constamment menacées par les tempêtes et l'anthropisation du littoral.

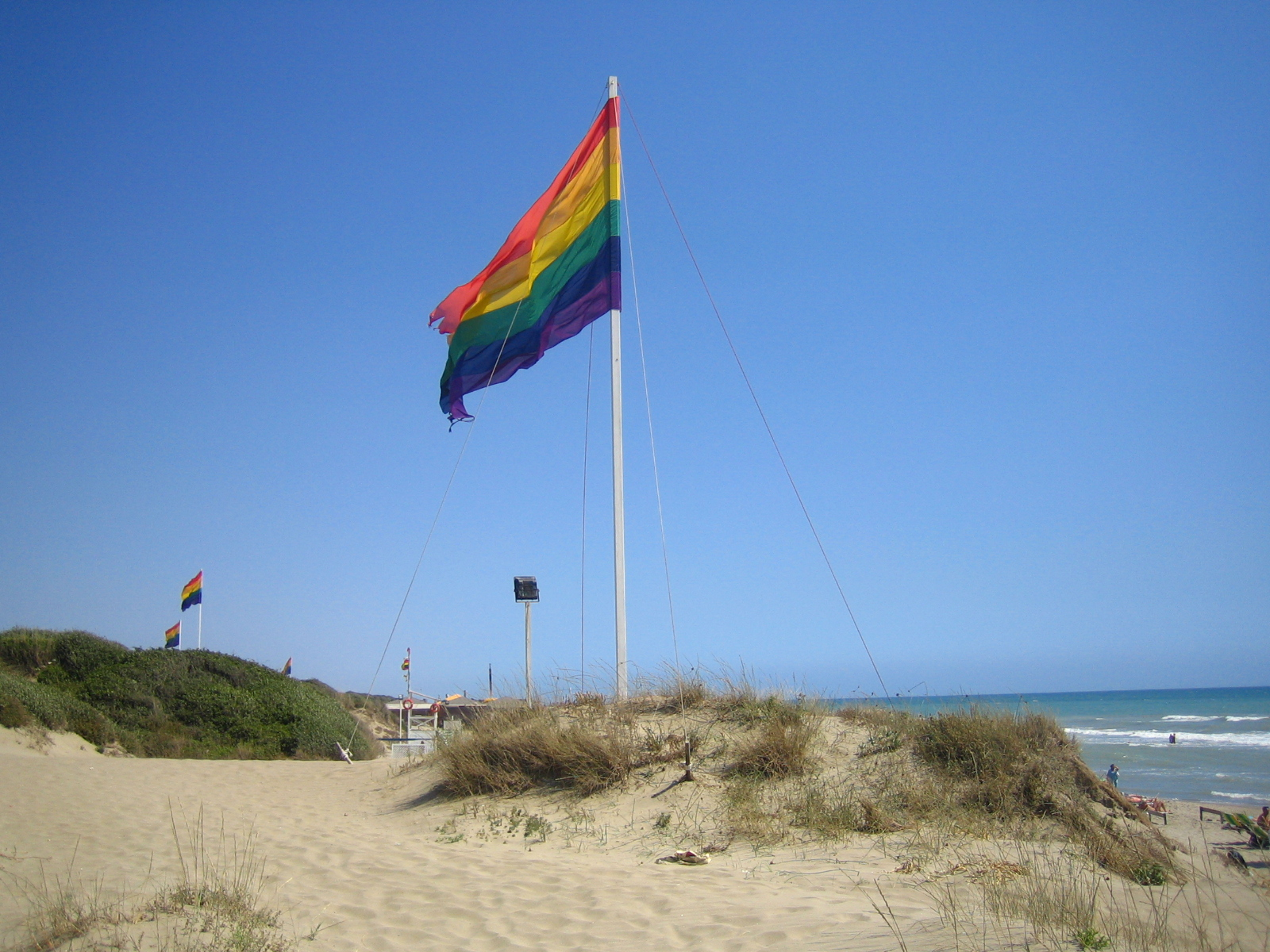
La plage de Capocotta est un monument touristique LGBT.

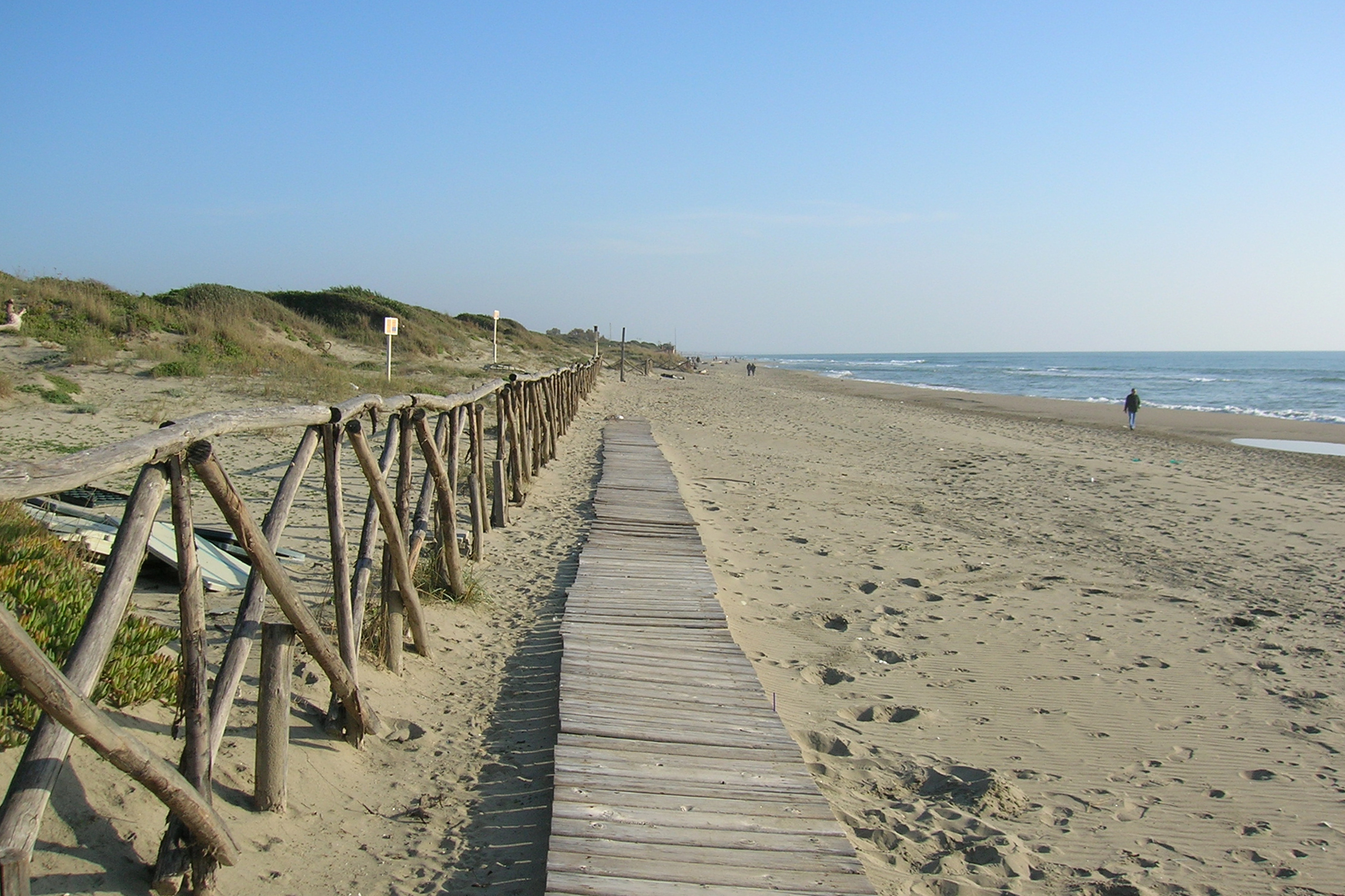
Une passerelle en bois longeant la plage devant les dunes.

La plage de Capocotta est la zone de la côte romaine située sur la mer Méditerranée, entre les km 7,6 et 10,1 km de la via Litoranea, et entre Castel Porziano et Torvaianica. Elle se trouve dans le Municipio X de Rome. Elle constitue l’une des dunes les mieux préservées d’Italie, et est considérée comme la plus belle plage de Rome. Le site de Capocotta couvre 45 hectares et fait partie depuis 1996 de la réserve naturelle d'État du littoral romain.

## Histoire
Le domaine de Capocotta, probablement déjà connu dans le passé sous le nom de Capocorso rapporté par Olstenio, est apparu pour la première fois comme une unité indépendante au XVe siècle, alors qu'il appartenait à Camillo Capranica. Il passa ensuite au XVIIe siècle aux Borghèse ; selon le cadastre Annonario de 1803, il avait une superficie d'environ 760 hectares. Au début du XXe siècle, il devint la propriété privée de la maison royale, qui devait agrandir la Tenuta di Castelporziano adjacente, utilisée par la famille dirigeante mais détenue par l’État italien. 
Après la fin de la monarchie, elle a suivi le sort des propriétés privées de la maison de Savoie et est devenu pour les trois quarts la propriété des héritiers de Vittorio Emanuele III. Sur cette zone, la construction d'un quartier résidentiel était prévue jusqu'en 1985, date à laquelle, à l'initiative des mouvements écologistes et du président Sandro Pertini, 1000 hectares de la zone ont été annexés à Castel Porziano, après la guerre attribuée au président de la République, rétablissant ainsi l'unité historique de l'ancien territoire de Laurentum. 
Ce qui est considéré aujourd'hui comme la plage de Capocotta est donc, à proprement parler, la bande côtière de l'ancien latifondo non comprise dans le domaine présidentiel; cela justifie le nom de l'ancienne Tenuta di Capocotta pour la localité. 

## Naturisme
La zone de dunes de Capocotta présente un intérêt environnemental considérable, mais aussi anthropologique et social: la plage est en effet reconnue par le mouvement naturiste international et constitue un point de rencontre pour la communauté romaine LGBT. 

## Environnement
Ces dernières années, les divers intérêts qui gravitent autour de Capocotta ont donné lieu à des controverses. La commission de contrôle de la réserve naturelle nationale de la côte romaine du ministère de l'Environnement, à l'invitation de la section du Latium de l'Union des naturistes italiens, a demandé à la ville de Rome et au Corps forestier de l'État des éclaircissements concernant la non-démolition des constructions illégales sur des terres appartenant à l'État, déjà ordonnées à partir de 1999. 
L'attention des environnementalistes est également forte pour cette partie de la côte: les problèmes causés par la pression anthropique s'ajoutent à ceux dus à l'érosion de la plage par les tempêtes, comme celle de 2001, avec 50 mètres de côte dévastée et des dunes effondrées, et celle de 2008, à la suite de laquelle la région du Latium a alloué 24 millions d'euros en 2009.

## Dans la culture
- La légende liée à Capocotta a été racontée par le poète en dialecte romain Augusto Sindici à la fin du XIXe siècle.
- Le nom de la plage est connu du public italien pour une affaire criminelle célèbre, le cas Montesi, qui aurait inspiré le film de Federico Fellini, La dolce vita [8],[9].
- En référence à la même affaire, la chanson Nuntereggae più (1978) de Rino Gaetano cite le nom de la plage.
- Récemment, il y est fait référence par Alberto Arbasino à plusieurs reprises dans son roman Fratelli d'Italia.
- Flaminio Maphia la cite dans le texte à succès (2010) de Vamos a la playa, succès bien connu de la Righeira rebaptisée ici Vamos alla playa (avec Flaminio Maphia).
- En juin 2017, le réalisateur Raffaele Passerini projette la première mondiale du film Le prince d'Ostia Bronx (Kiné)[10] au festival Biografilm de Bologne[11]. Le film et le répertoire sont presque entièrement tournés sur la plage de Capocotta.

Au cours des années soixante-dix, Pierpaolo Pasolini a utilisé la plage comme lieu de parution d'une interview "corsara".

#### Environnement
- Alexandra Bernitsas (édité par), dernière plage de Capocotta: proposition pour le parc naturaliste-archéologique de la côte romaine, catalogue de l'exposition de la Municipalité de Rome - Département de la Culture et d'Italie Nostra Roma, Quasar, 1985  (ISBN 88-85020-62-3).
- AA.  VV, État des dunes de la côte du Latium entre Castel Fusano et Capocotta, organisé par l'AIAS (Association italienne des amateurs de plantes succulentes), sl, sn, 2004.
- Massimo Biondi, Loris Pietrelli, Observation d'oiseaux sur la côte romaine: liste préliminaire des oiseaux fréquentant la côte de Maccarese à Capocotta (version mise à jour jusqu'en novembre 1987), LIPU - délégation d'Ostia Lido, municipalité de Rome - district XIII, municipalité de Rome - département de la Culture, Rome, Arts graphiques San Marcello, 1987.

#### Affaire Montesi
- (en)   Karen Pinkus, The Scandal Montesi: La mort de Wilma Montesi et la naissance des paparazzis chez Fellini à Rome, University of Chicago Press, 2003
- Francesco Floris, Le dernier roi de Capocotta, Florence, Edizioni Leonardo, 1954.

#### Littérature
- Augusto Sindici, La Capocotta: 12. Légende de la campagne romaine  in Nuova Antologia, n ° 34, fasc. 664, 16 août 1899.
- Alberto Arbasino, Frères d'Italie, Adelphi, 1990.   (ISBN 88-06-25106-6).

### Filmographie
- Une autre planète (2008) de Stefano Tummolini.